# Мјешко I Пјаст
Мјешко I (пољ. Mieszko I; 935 — 25. мај 992) је био пољски кнез и први пољски владар. Припадао је владарској династији Пјастовића. Мјешко је био син Сјемомисла и отац Болеслав I Храброг, првокрунисаног краља Пољске. Име Мјешко није добио по рођењу, већ касније. Историчари тврде да је име Мјешко (Mieszko) скраћеница од имена Мјечислав (Mieczyslaw), која је комбинација два лексема: мач (Miecz) и славан (Slaw), међутим та теорија се коси са налазима да Словени никад нису себи давали лична имена по животињама или оружју.
Мјешко I је 966. године примио хришћанство и увео га је у Пољску. Према сазнањима 965. године се оженио са Дубравком, ћерком Болеслава I Бохемијског кнеза. Дубравка је 977. године умрла а Мјешко се три године после тога поново оженио са Одом од Халденслебена, ћерком саксонског грофа Дитриха.
Из првог брака Мјешко је имао троје деце. Син Болеслав (краљ Пољске) и две ћерке, Светославе (Świętosława) (шведске краљице), и померијанске принцезе чије се име не зна. Из другог брака је имао такође троје деце, три сина Мјешка (Mieszko), Ламберта (Lambert) и Светопезка (Świętopełk).

## Рани живот
Нема сигурних података о животу Мјешка I пре него што је преузео контролу над својим земљама. Само Малопољска хроника наводи датум његовог рођења негде између 920–931 (у зависности од верзије рукописа); међутим савремени истраживачи не сматрају тај летопис као поуздан извор. Неколико историчара је на основу својих истраживања претпоставило да је датум рођења Мјешка I био између 922–945; активност војводе у његовим последњим годинама живота ставља датум његовог рођења ближе последњој години.
Традиционално се сматрало да је Мјешково име умањеница од Мјешислав, али то побија већина модерних историчара. Према легенди коју је први описао Галус Анонимус, Мјешко је био слеп током својих првих седам година живота. Ова типична средњовековна алегорија се више односила на његово паганство него на стварни инвалидитет. Друго Мјешко име, „Дагоме“, појављује се у документу Dagome iudex, иако је његово порекло неизвесно.

## Владавина

### Рана владавина
Мјешко I је преузео власт након очеве смрти ца. 950–960, вероватно ближе последњем датуму. Због недостатка извора није могуће тачно утврдити које је земље наследио. Међу њима су свакако биле области које су насељавали Пољани и Гопљани, као и земље Сјерадз-Ленчица и Кујавија. Могуће је да је ова држава обухватала и Мазовију и Гдањску Померанију. Убрзо се нови владар суочио са задатком интеграције релативно велике, етнички и културно хетерогене територије. Иако су становници области које је контролисао Мјешко говорили углавном једним језиком, имали слична веровања и достигли сличан степен привредног и општег развоја, били су друштвено повезани пре свега племенским структурама. Изгледа да су старешине које су сарађивале са војводом прво осетиле потребу за надплеменским јединством, пошто им је експанзија омогућила да прошире свој утицај.
Мјешкo и његов народ описао је око 966. године Ибрахим ибн Јакуб, сефардски јеврејски путник, који је у то време посетио прашки двор војводе Болеслава I Окрутног. Абрахам је представио Мешка I као једног од четири словенска „краља“, који владају огромним „северним“ подручјем, са високо цењеном и значајном војном силом на располагању (остала двојица су Петар I Бугарски и Након, кнез Бодрића). Прецизније савремене записе о Мјешку саставили су Видукинд из Корвеја, а пола века касније и бискуп Титмар Мерсебуршки.
У време када је Мјешко I преузео дужност од свог оца, Пољанска племенска федерација Велике Пољске се већ неко време активно ширила. Настављајући овај процес, можда у првим годинама Мјешкове владавине, ако то већ није учинио његов отац, Мјешко I је освојио Мазовију. Вероватно је и током тог периода или раније, добијен бар део Гдањске Помераније. Мјешкова интересовања су тада била концентрисана углавном на областима које су заузимали источни (тј. близу реке Одре) огранци Полапских Словена.
Године 963. маркгроф Геро од Мајсена је освојио територије које су окупирала полапска лужичка и слупска племена, и као резултат тога дошао је у директан контакт са пољском државом. У исто време (око 960. године) Мјешко I је започео своју експанзију против племена Велунзани и Љутићи. Рат је забележио путник Абрахам бен Јаков. Према његовим речима, Мјешко I се борио против племена Велтаба, које се обично поистовећује са Велетима. Вихман Млађи, саксонски племић који је тада био вођа групе полапских Словена, два пута је победио Мјешка, а око 963. године у борбама је погинуо Мјешки брат, чије име није познато. Немачки маркгрофови су желели и границе на ушћу реке Одре. Осим тога, Велетска Бохемија, која је у то време поседовала Шлеску и Малопољску област, представљала је опасност за младу државу Пољана.

### Рат маркгрофа Героа; Мјешково вазалство цару
Титмарова хроника представља неке проблеме у тумачењу информација у вези са нападом маркгрофа Героа на словенска племена, услед чега је он наводно „потчињен власти цара Лужица и Селпула [односно, племена Слупи] а такође и Мјешка са својим поданицима”. Према мишљењу већине модерних историчара, Титмар је направио грешку сумирајући хронику Видукинда, сместивши тамо напад на Геро уместо борбе које је Мјешко тада водио против Вихмана Млађег. Други извори не помињу такво освајање и стављање Пољанске државе у исту раван са Полапским Словенима. С друге стране, присталице Геровске теорије о инвазији верују да је маркгроф заиста извео успешну инвазију, услед чега је Мјешко I био приморан да ода почаст цару, а такође је био приморан да прихвати католичанство кроз немачку цркву. Теза која предлаже увођење католичанства као резултат овог рата не налази потврду у немачким изворима.
Вазалска дужност је онда посебна тема, пошто је, према хроници Титмара, Мјешко заправо одао почаст цару из земаља usque in Vurta fluvium (до реке Варте). По свој прилици, Мјешко је одлучио да ода почаст како би избегао инвазију сличну оној коју је Лужица претрпео. Овај омаж се могао десити 965. године, или најкасније 966. године. Врло је вероватно да се данак односио само на Лубушку земљу, која је била у немачкој сфери утицаја. Овакво разумевање питања трибута објашњава зашто је Мешко I већ 967. године описан у саксонским хроникама као царев пријатељ (или савезник, присталица, лат. amicus imperatoris).

### Брак и покатоличење
Вероватно је 964. године Мјешко започео преговоре са чешким владаром Болеславом I Окрутним. Као резултат тога, 965. године Мешко I се оженио његовом ћерком Добравом (такође позната по имену Доубравка или Дабровка). Овај политички пољско-боемски савез вероватно је иницирао пољски владар. Вероватно је да је брак званично склопљен у фебруару 965. године.
Следећи корак било је Мјешково крштење. Постоје различите хипотезе о овом догађају. Најчешће се претпоставља да је то била политичка одлука, која је имала за циљ да приближи Мјешкову државу Чесима и да олакша његове активности на подручју Полабских Словена. У исто време, крштење је смањило вероватноћу будућих напада немачких маркгрофова и лишило их могућности да насилно покушају христијанизацију Мјешкових земаља. Додатни разлог могла би бити Мјешкова жеља да уклони са власти утицајну паганску свештеничку класу, која је можда блокирала његове напоре да успостави централизованију власт.
Другачија хипотеза је повезана са горе поменутим прихватањем истинитости Герове инвазије на Пољску. Према њој, напад маркгрофа је условио покатоличавање, које је требало да буде чин потчињавања цару, учињен без посредовања папе.
Ипак, други мотиви су били одговорни према Галусу Анонимусу, који је тврдио да је Добрава била та која је убедила њеног мужа да промени веру. Исто тако хроничар Титмар приписује Мјешково преобраћење Добравином утицају. Нема разлога да се негира Добравина улога у Мјешковом прихватању римокатолицизма; међутим, признавање заслуга жена владара са позитивним утицајем на поступке својих мужева била је уобичајена конвенција у то време.

## Породично стабло
| \| \| \| \| \| 2. Сјемомисл \| \| \| \| \| \| \| \| \| \| \| \| \| \| \| \| \| \| \| \| \| \| \| \| \| \| \| \| \| \| \| \| \| 1. Мјешко I Пјаст \| \| \| \| \| \| \| \| \| \| \| \| \| \| \| \| \| \| \| \| \| \| \| \| \| |                   |  |  |              |  |  |  |
| |                   |  |  | 2. Сјемомисл |  |  |  |
| |                   |  |  |              |  |  |  |
| |                   |  |  |              |  |  |  |
| |                   |  |  |              |  |  |  |
| | 1. Мјешко I Пјаст |  |  |              |  |  |  |
| |                   |  |  |              |  |  |  |
| |                   |  |  |              |  |  |  |